# 铜鉴湖
铜鉴湖是一个位于中华人民共和国浙江省杭州市双浦镇的天然河迹湖，是双浦镇的母亲湖。因为与西湖同为钱塘江的河迹湖，所以也被称为西湖的“姊妹湖”。目前主体部分已经消失，只留下只剩下500亩的零星水面，大多数是甲鱼塘。2018年5月9日，浙江省正式批复铜鉴湖防洪排涝调蓄工程，投入12亿人民币恢复湖体。

## 历史
清代《定乡小识》曾有如下描述：湖水清澈，产鱼极肥，红树青林，一川如画。同时这里也是杭州特产西湖莼菜的原产地之一。后来逐渐化为圩田和养殖塘。